# Холокост в Ганцевичском районе
Холокост в Га́нцевичском районе — систематическое преследование и уничтожение евреев на территории Ганцевичского района Брестской области оккупационными властями нацистской Германии и коллаборационистами в 1941—1944 годах во время Второй мировой войны, в рамках политики «Окончательного решения еврейского вопроса» — составная часть Холокоста в Белоруссии и Катастрофы европейского еврейства.

## Геноцид евреев в районе
Ганцевичский район был полностью оккупирован немецкими войсками в июне 1941 года, и оккупация длилась более трёх лет — до июля 1944 года. Нацисты включили Ганцевичский район в состав территории, административно отнесённой в состав рейхскомиссариата «Остланд» генерального округа Белорутения. Вся полнота власти в районе принадлежала нацистской военной оккупационной администрации, действующей через созданные вермахтом полевые и местные комендатуры. Во всех крупных деревнях района были созданы районные (волостные) управы и полицейские гарнизоны из белорусских коллаборационистов.
Для осуществления политики геноцида и проведения карательных операций сразу вслед за войсками в район прибыли карательные подразделения войск СС, айнзатцгруппы, зондеркоманды, тайная полевая полиция (ГФП), полиция безопасности и СД, жандармерия и гестапо.
Одновременно с оккупацией нацисты и их приспешники начали поголовное уничтожение евреев. «Акции» (таким эвфемизмом гитлеровцы называли организованные ими массовые убийства) повторялись множество раз во многих местах. В тех населенных пунктах, где евреев убили не сразу, их содержали в условиях гетто вплоть до полного уничтожения, используя на тяжелых и грязных принудительных работах, от чего многие узники умерли от непосильных нагрузок в условиях постоянного голода и отсутствия медицинской помощи.
Многие евреи в Ганцевичском районе были убиты во время карательной операции нацистов «Припятские болота» (Pripiatsee) или «Припятский марш», проводившейся с 19 июля по 31 августа 1941 года. План этой операции был разработан в штабе войск СС при рейхсфюрере СС Гиммлере и ставил целью отработку и проведение первых массовых убийств евреев войсками СС на территории Беларуси. Непосредственными исполнителями операции были кавалерийская бригада СС, а также 162-я и 252-я пехотные дивизии под общим руководством высшего начальника СС и полиции тыла группы армий «Центр» группенфюрера СС Бах-Зелевского (Целевского).
За время оккупации практически все евреи Ганцевичского района были убиты. По архивным данным, только вокруг Ганцевичей находится более 200 еврейских захоронений. Среди сотен таких случаев следующие. В деревне Мальковичи в июле 1941 года собрали всех евреев — около 200 человек, включая женщин и детей, — и расстреляли, а спаслись из всей деревни смогли только три человека. В деревне Хотыничи в начале августа 1941 года приехали кавалеристы-каратели, забрали всех евреев и убили их на 10-м километре дороги в сторону Ганцевичей.

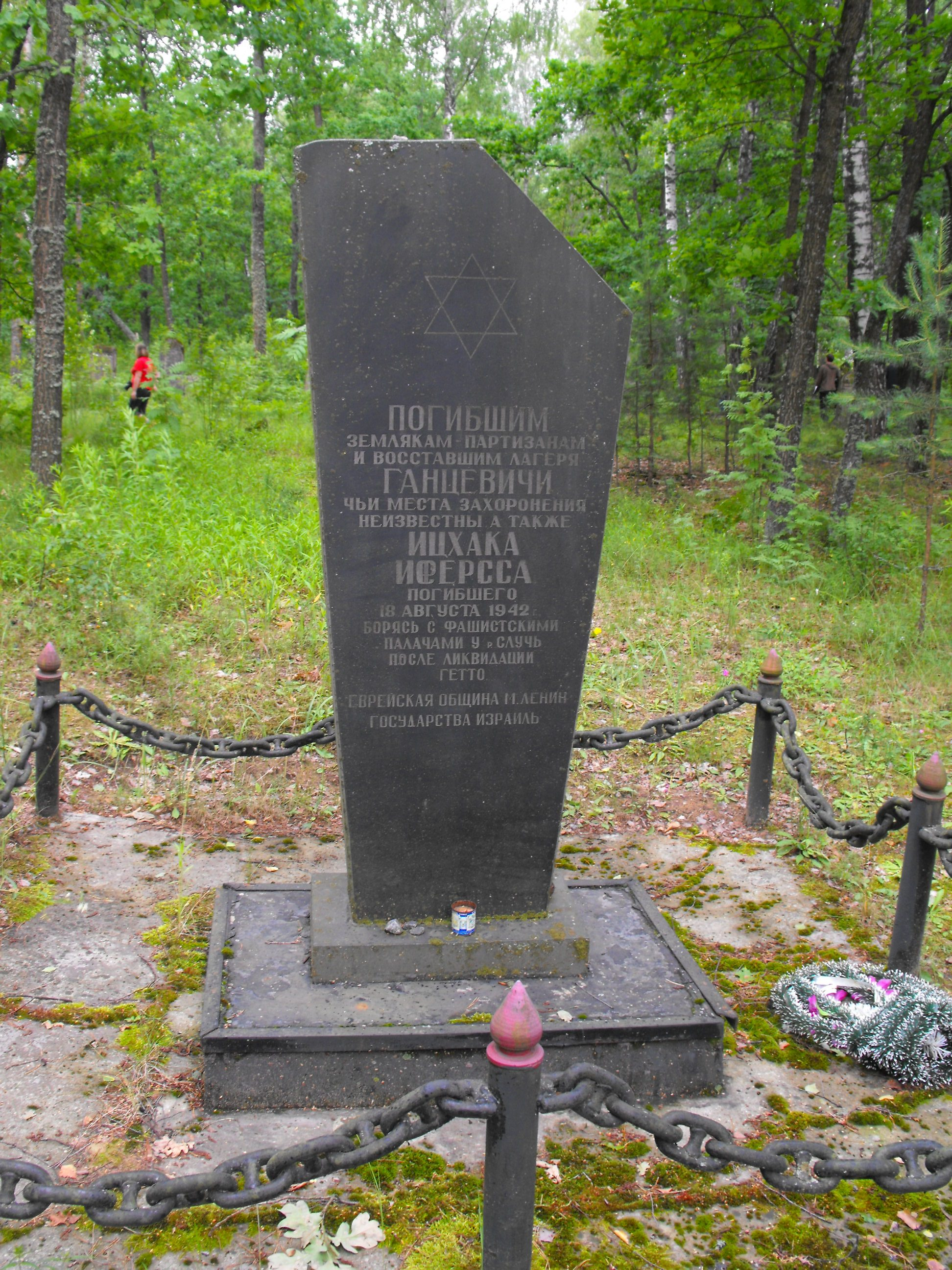
Памятник евреям, погибшим при восстании в Ганцевичах, — чьи места захоронений неизвестны. Находится на еврейском кладбище в деревне Ленин

## Гетто
Реализуя нацистскую программу уничтожения евреев, немцы создавали гетто почти во всех городах и населённых пунктах Беларуси, где проживало еврейское население. Так и в Ганцевичском районе оккупанты создали одно гетто, функционально представляющее собой рабочий лагерь, — в городе Ганцевичи. Там со времени оккупации до 14 августа 1942 были убиты тысячи евреев.

## Организаторы и исполнители убийств
По данным ЧГК, непосредственно организовывали и проводили массовые убийства в Ганцевичах и районе гебитскомиссары Ганцевичского гебита (областной округи) Миллер, Опиц (Опитц) и Шварцерштайн (Шварцерштайнер), работники полицейского управления Кульвиц, Филипович, Урбанович, Цалевич, Готовчиц Константин, Занцевич Владимир, Шаров, Бовна Григорий, Михайлович, Литвиненко Владимир, Борисов, Ярошеня Михаил, Харитонович Анатолий Антонович.

## Память
В середине 1960-х годов останки жертв геноцида евреев из всех известных расстрельных ям в Ганцевичах и около них были перезахоронены в могиле на улице Гагарина, и на этом месте был поставлен памятник. В 1970-е годы в связи с застройкой улицы прах убитых и памятник были перенесены в северо-восточную часть городского кладбища.
Памятник евреям, погибших при восстании в Ганцевичах, чьи места захоронений неизвестны, установлен на еврейском кладбище в деревне Ленин.
Имеются неполные списки убитых в Ганцевичах и районе евреев.